# سیارک ۱۰۰۴۸
سیارک ۱۰۰۴۸ (به انگلیسی: 10048 Gronbech، نامگذاری:1986TQ) ده هزار و چهل و هشتمین سیارک کشف شده‌است که در ۳ اکتبر ۱۹۸۶ کشف شد.